# Meioneta nigra
Meioneta nigra är en spindelart som beskrevs av Ryoji Oi 1960. Meioneta nigra ingår i släktet Meioneta och familjen täckvävarspindlar. Inga underarter finns listade i Catalogue of Life.